# Blacketts
Blacketts was een kleine warenhuisketen in het noordoosten van Engeland met zijn vlaggenschipwinkel in Sunderland.

## Geschiedenis
Blackett & Sons werd in 1826 in Sunderland opgericht door door stoffenhandelaar William Blackett. Het bedrijf groeide uit van een stoffenwinkel naar een compleet warenhuis. Het pand was gelegen op de hoek van Union & High Street.
Er werden nieuwe winkels geopend in Barnard Castle, Bishop Auckland en Stockton-on-Tees (1939). Tijdens de Tweede Wereldoorlog werd het warenhuis Carter & Company in Hartlepool overgenomen van D. Hill. Begin 1961 wilde Blacket het Londense warenhuis Gorringes Department Store overnemen, maar verloor van een gezamenlijk bod van de Gresham Trust en Charles Neale Investments.
In 1963 werd de Blacketts-winkelgroep gekocht door de warenhuisketen Hide & Co.
In 1970 werd de Hartlepool-winkel gesloten en werd een discountwinkel voordat het werd omgebouwd tot het The Hill Carter-hotel. De Stockton on Tees-winkel werd verkocht aan meubelbedrijf Waring and Gillow. De hoofdvestiging in Sunderland sloot in 1972 eveneens, vanwege de concurrentie van warenhuizen in de stad.